# Déclaration des économistes sur les dividendes carbone
 (mars 2023).
La mise en forme du texte ne suit pas les recommandations de Wikipédia : il faut le « wikifier ».
Les points d'amélioration suivants sont les cas les plus fréquents. Le détail des points à revoir est peut-être précisé sur la page de discussion.
- Les titres sont pré-formatés par le logiciel. Ils ne sont ni en capitales, ni en gras.
- Le texte ne doit pas être écrit en capitales (les noms de famille non plus), ni en gras, ni en italique, ni en « petit »…
- Le gras n'est utilisé que pour surligner le titre de l'article dans l'introduction, une seule fois.
- L'italique est rarement utilisé : mots en langue étrangère, titres d'œuvres, noms de bateaux, etc.
- Les citations ne sont pas en italique mais en corps de texte normal. Elles sont entourées par des guillemets français : « et ».
- Les listes à puces sont à éviter, des paragraphes rédigés étant largement préférés. Les tableaux sont à réserver à la présentation de données structurées (résultats, etc.).
- Les appels de note de bas de page (petits chiffres en exposant, introduits par l'outil «  Source ») sont à placer entre la fin de phrase et le point final[comme ça].
- Les liens internes (vers d'autres articles de Wikipédia) sont à choisir avec parcimonie. Créez des liens vers des articles approfondissant le sujet. Les termes génériques sans rapport avec le sujet sont à éviter, ainsi que les répétitions de liens vers un même terme.
- Les liens externes sont à placer uniquement dans une section « Liens externes », à la fin de l'article. Ces liens sont à choisir avec parcimonie suivant les règles définies. Si un lien sert de source à l'article, son insertion dans le texte est à faire par les notes de bas de page.
- La présentation des références doit suivre les conventions bibliographiques. Il est recommandé d'utiliser les modèles {{Ouvrage}}, {{Chapitre}}, {{Article}}, {{Lien web}} et/ou {{Bibliographie}}. Le mode d'édition visuel peut mettre en forme automatiquement les références.
- Insérer une infobox (cadre d'informations à droite) n'est pas obligatoire pour parachever la mise en page.

Pour une aide détaillée, merci de consulter Aide:Wikification.
Si vous pensez que ces points ont été résolus, vous pouvez retirer ce bandeau et améliorer la mise en forme d'un autre article.
 (mars 2023).
Si vous disposez d'ouvrages ou d'articles de référence ou si vous connaissez des sites web de qualité traitant du thème abordé ici, merci de compléter l'article en donnant les références utiles à sa vérifiabilité et en les liant à la section « Notes et références ».
 (avril 2023).
La déclaration des économistes sur les dividendes carbone est une déclaration conjointe signée par plus de 3 500 économistes américains pour l'instauration d'une taxe carbone aux États-Unis, associée à une redistribution uniforme des revenus aux citoyens (dividendes carbones). Cette initiative du Climate Leadership Council a été publiée le 16 janvier 2019 dans le Wall Street Journal avec les signatures de 45 économistes lauréats du prix Nobel, anciens présidents de la Réserve fédérale, anciens présidents du CEA et anciens secrétaires du département du Trésor,,.
Depuis sa publication originale, la déclaration a été signée par plus de 3 500 économistes américains et a été reconnue comme la plus grande déclaration de l'histoire de la profession économique,,.
La déclaration reconnaît l'urgence de l'action climatique et propose cinq recommandations  :
1. Une taxe carbone est la méthode la plus efficace pour réduire les émissions de CO2 à l'échelle et la vitesse nécessaires.
2. La taxe sur le carbone devrait être neutre sur le plan des recettes et augmenter chaque année jusqu'à atteindre les objectifs de réduction d'émissions du pays.
3. Une taxe carbone suffisamment élevée peut remplacer des réglementations carbone moins efficaces.
4. Un système d'ajustement carbone aux frontières empêchera les fuites de carbone et améliorera la compétitivité des entreprises américaines qui sont plus économes en énergie que leurs concurrents étrangers.
5. Le produit de la taxe carbone devrait être reversés de façon uniforme à chaque citoyen américain.

## Réception
La déclaration a été saluée pour la diversité des profils  économiques et politique des signataires. Larry Summers, ancien président de l'Université de Harvard et secrétaire au Trésor américain, a qualifié la déclaration de "l'une des rares idées de politique économique qui bénéficie d'un large soutien bipartisan". Le Chicago Booth Review a noté que c'était « peut-être le plus proche d'un consensus que l'on trouve en économie ». L'ancienne présidente de la Réserve fédérale et du CEA, Janet Yellen, a salué la déclaration pour ses implications politiques plus larges, affirmant qu'elle "représente un tournant majeur dans la politique climatique américaine".

## Signataires originaux
Voici la liste des 45 signataires originaux :
George Akerlof
Robert Aumann
Martin Baily
Ben Bernanke
Michael Boskin
Angus Deaton
Peter Diamond
Robert Engle
Eugene Fama
Martin Feldstein
Jason Furman
Austan Goolsbee
Alan Greenspan
Lars Hansen
Oliver Hart
Bengt Holmström
Glenn Hubbard
Daniel Kahneman
Alan Krueger
Finn Kydland
Edward Lazear
Robert Lucas
N. Gregory Mankiw
Eric Maskin
Daniel McFadden
Robert Merton
Roger Myerson
Edmund Phelps
Christina Romer
Harvey Rosen
Alvin Roth
Thomas Sargent
Myron Scholes
Amartya Sen
William Sharpe
Robert Shiller
George Shultz
Christopher Sims
Robert Solow
Michael Spence
Lawrence Summers
Richard Thaler
Laura Tyson
Paul Volcker
Janet Yellen